# 부천일신중학교
부천일신중학교(富川一信中學校)는 대한민국 경기도 부천시 소사구 범박동에 있는 공립 중학교이다.

## 학교 연혁
- 1999년 8월 17일 : 부천일신중학교 설립인가
- 2003년 6월 28일 : 초대 박미원 교장 취임
- 2003년 6월 28일 : 개교
- 2004년 2월 15일 : 제1회 졸업식(34명)
- 2004년 3월 3일 : 제1회 입학식(385명)
- 2014년 3월 2일 : 제4대 김현순 교장 취임
- 2017년 2월 7일 : 제14회 졸업식 (424명), 졸업생 총 (5,338명)
- 2017년 3월 2일 : 제14회 입학식 (428명)
- 2018년 2월 8일 : 제15회 졸업식 (405명), 졸업생 총 (5,743명)
- 2018년 3월 1일 : 제5대 이영란 교장 취임
- 2018년 3월 2일 : 제15회 입학식 (425명)
- 2019년 3월 4일 : 제16회 입학식 (450명)
- 2020년 1월 6일 : 제17회 졸업식 (401명) 졸업생 총 (6,610명)
- 2020년 3월 1일 : 제6대 박희순 교장 취임
- 2022년 3월 1일 : 제7대 박애련 교장 취임
- 2022년 3월 2일 : 제19회 입학식 (369명)
- 2023년 1월 6일 : 제20회 졸업식 (437명) 졸업생 총 (7884명)
- 2023년 3월 2일 : 제20회 입학식 (390명)
- 2023년 12월 20일 : 제21회 졸업식 (414명) 졸업생 총 (8,298명)
- 2024년 3월 4일 : 제21회 입학식 (390명)

## 참고 자료
- 부천일신중학교 - 한국교육학술정보원 학교알리미